# Marcel Boulenger
Marcel Jacques Amand Romain Boulenger (Párizs 8. kerülete, 1873. szeptember 9. – Chantilly, 1932. május 21.) francia író, olimpiai ezüstérmes tőrvívó.

## Sportpályafutása
A második nyári olimpián, az 1900. évi nyári olimpiai játékokon, Párizsban indult vívásban, egy versenyszámban: tőrvívásban olimpiai bronzérmes lett. Ez a versenyszám az amatőröknek volt kiírva.
Az 1912. évi nyári olimpiai játékokon művészeti versenyben (irodalom) is indult.